# ジャンソン・ジャンク
ジャンソン・ランドール・ジャンク（Janson Randall Junk, 1996年1月15日 - ）は、アメリカ合衆国ワシントン州フェデラルウェイ出身のプロ野球選手（投手）。右投右打。MLBのマイアミ・マーリンズ所属。

## 経歴

### プロ入りとヤンキース傘下時代
2017年のMLBドラフト22巡目（全体662位）でニューヨーク・ヤンキース指名され、プロ入り。契約後、ルーキー級ガルフ・コーストリーグ・ヤンキースでプロデビュー。この年は同名の2球団（ウェストとイースト）合計で11試合に登板して1勝2敗、防御率0.71、10奪三振を記録した。
2018年はA級チャールストン・リバードッグスでプレーし、17試合（先発15試合）に登板して7勝5敗、防御率3.77、71奪三振を記録した。
2019年はA+級タンパ・ターポンズ、AA級トレントン・サンダー、AAA級スクラントン・ウィルクスバリ・レイルライダースでプレーし、3球団合計で22試合（先発14試合）に登板して4勝7敗、防御率5.54、81奪三振を記録した。
2020年は新型コロナウイルスの影響でマイナーリーグの試合が開催されなかったため、公式戦の登板は無かった。
2021年は5月のマイナーリーグ開幕よりAA級サマセット・ペイトリオッツでプレーした。

### エンゼルス時代
2021年7月30日にアンドリュー・ヒーニーとのトレードで、エルビス・ペゲーロと共にロサンゼルス・エンゼルスへ移籍した。移籍後は傘下のAA級ロケットシティ・トラッシュパンダズで複数回登板した後、9月3日にメジャー契約を結んでアクティブ・ロースター入りした。9月5日にメジャー初登板を果たし、それ以降は先発投手として数試合に先発登板した。この年の登板が終わった9月30日にマット・サイスと入れ替わりでメジャーの26人枠から外れた。
2022年は40人枠内の選手としてスプリングトレーニングに参加するも、リード・デトマーズとの先発6番手争いに敗れ、3月30日にAAA級ソルトレイク・ビーズに配属されてマイナーで開幕を迎えた。

### ブルワーズ時代
2022年11月22日にハンター・レンフローとのトレードで、エルビス・ペゲーロ、アダム・セミナリスと共にミルウォーキー・ブルワーズへ移籍した。
2023年の開幕はマイナーで迎えたが、4月11日にブランドン・ウッドラフの故障者リスト入りに伴い、メジャー昇格を果たした。1試合に登板した後、同月13日にコリン・レイの昇格に伴って、僅か2日でAAA級ナッシュビル・サウンズに降格となった。10月1日にメジャー昇格を果たし、同日に行われたシカゴ・カブス戦(アメリカンファミリー・フィールド)に登板して2.2回を被安打1、無失点と好投したものの、ポストシーズンのロースターには選出されず、チームもワイルドカードシリーズで敗退した。同年はメジャーで2試合(うち1試合先発)に登板して0勝1敗、5奪三振、防御率4.91を記録した。
2024年はマイナーで開幕を迎えたが、4月27日にメジャー昇格を果たした。しかし、5月6日にロバート・ガッサーを昇格させることに伴い、AAA級ナッシュビルに降格した。これを皮切りに7月26日までメジャーとマイナーを行き来していたが、7月28日にデビン・ウィリアムズの復帰に伴ってDFAとなった。

### アストロズ傘下時代
2024年8月2日にウェイバー公示を経てヒューストン・アストロズへ移籍した。ここではメジャー昇格は果たせず、同月29日にジェイソン・ヘイワードの昇格に伴って、DFAとなった。

### アスレチックス時代
2024年8月31日にウェイバー公示を経てオークランド・アスレチックスへ移籍した。昇格後は9月4日に行われたシアトル・マリナーズ戦(オークランド・アラメダ・カウンティ・コロシアム)に登板したのみで、登板翌日の9月5日にブラディ・バッソの昇格に伴ってDFAとなり、2日後にAAA級ラスベガス・アビエイターズに降格した。オフの11月4日にFAとなった。この年は2チームで合計6試合に登板したものの、防御率14.63を記録するなど、自己最悪のシーズンとなった。

### マーリンズ時代
2025年2月10日にマイアミ・マーリンズとマイナー契約を結び、同年のスプリングトレーニングに招待選手として参加することになった。また、同日中にAAA級ジャクソンビル・ジャンボシュリンプに配属された。5月24日にメジャー契約を結んでアクティブ・ロースター入りした。

## 詳細情報

### 年度別投手成績
| 年 度    | 球 団    | 登 板 | 先 発 | 完 投 | 完 封 | 無 四 球 | 勝 利 | 敗 戦 | セ 丨 ブ | ホ 丨 ル ド | 勝 率 | 打 者 | 投 球 回 | 被 安 打 | 被 本 塁 打 | 与 四 球 | 敬 遠 | 与 死 球 | 奪 三 振 | 暴 投 | ボ 丨 ク | 失 点 | 自 責 点 | 防 御 率 | W H I P |
| -------- | -------- | ----- | ----- | ----- | ----- | -------- | ----- | ----- | -------- | ----------- | ----- | ----- | -------- | -------- | ----------- | -------- | ----- | -------- | -------- | ----- | -------- | ----- | -------- | -------- | ------- |
| 2021     | LAA      | 4     | 4     | 0     | 0     | 0        | 0     | 1     | 0        | 0           | .000  | 71    | 16.1     | 20       | 5           | 2        | 0     | 0        | 10       | 0     | 0        | 11    | 7        | 3.86     | 1.35    |
| 2022     | LAA      | 3     | 2     | 0     | 0     | 0        | 1     | 1     | 0        | 0           | .500  | 37    | 8.1      | 10       | 1           | 3        | 0     | 0        | 11       | 0     | 0        | 6     | 6        | 6.48     | 1.56    |
| 2023     | MIL      | 2     | 1     | 0     | 0     | 0        | 0     | 1     | 0        | 0           | .000  | 33    | 7.1      | 8        | 1           | 2        | 0     | 0        | 5        | 0     | 0        | 5     | 4        | 4.91     | 1.36    |
| 2024     | MIL      | 5     | 0     | 0     | 0     | 0        | 0     | 0     | 0        | 0           | ----  | 40    | 8.0      | 16       | 2           | 2        | 0     | 0        | 8        | 0     | 0        | 6     | 6        | 6.75     | 2.25    |
| 2024     | OAK      | 1     | 0     | 0     | 0     | 0        | 0     | 0     | 0        | 0           | ----  | 8     | 0.0      | 6        | 1           | 2        | 0     | 0        | 0        | 1     | 0        | 7     | 7        | ----     | ----    |
| '24計    | OAK      | 6     | 0     | 0     | 0     | 0        | 0     | 0     | 0        | 0           | ----  | 48    | 8.0      | 22       | 3           | 4        | 0     | 0        | 8        | 1     | 0        | 13    | 13       | 14.63    | 3.25    |
| MLB：4年 | MLB：4年 | 15    | 7     | 0     | 0     | 0        | 1     | 3     | 0        | 0           | .250  | 189   | 40.0     | 60       | 10          | 11       | 0     | 0        | 34       | 1     | 0        | 35    | 30       | 6.75     | 1.78    |

- 2024年度シーズン終了時
- 「-」は記録なし

### 年度別守備成績
| 年 度 | 球 団 | 投手（P） | 投手（P） | 投手（P） | 投手（P） | 投手（P） | 投手（P） |
| 年 度 | 球 団 | 試 合     | 刺 殺     | 補 殺     | 失 策     | 併 殺     | 守 備 率  |
| ----- | ----- | --------- | --------- | --------- | --------- | --------- | --------- |
| 2021  | LAA   | 4         | 4         | 2         | 0         | 0         | 1.000     |
| 2022  | LAA   | 3         | 1         | 0         | 0         | 0         | 1.000     |
| 2023  | MIL   | 2         | 2         | 0         | 0         | 0         | 1.000     |
| 2024  | MIL   | 5         | 0         | 1         | 0         | 0         | 1.000     |
| 2024  | OAK   | 1         | 0         | 0         | 0         | 0         | ----      |
| '24計 | OAK   | 6         | 0         | 0         | 0         | 0         | 1.000     |
| MLB   | MLB   | 15        | 7         | 3         | 0         | 0         | 1.000     |

- 2024年度シーズン終了時

### 背番号
- 66（2021年 - 2022年）
- 56（2023年4月12日、同年10月1日 - 2024年7月27日）
- 60（2024年9月4日）
- 26（2025年 - ）